# Döveltjärnen, Medelpad
Döveltjärnen är en sjö i Ånge kommun i Medelpad och ingår i Ljungans huvudavrinningsområde.